# Зубрець

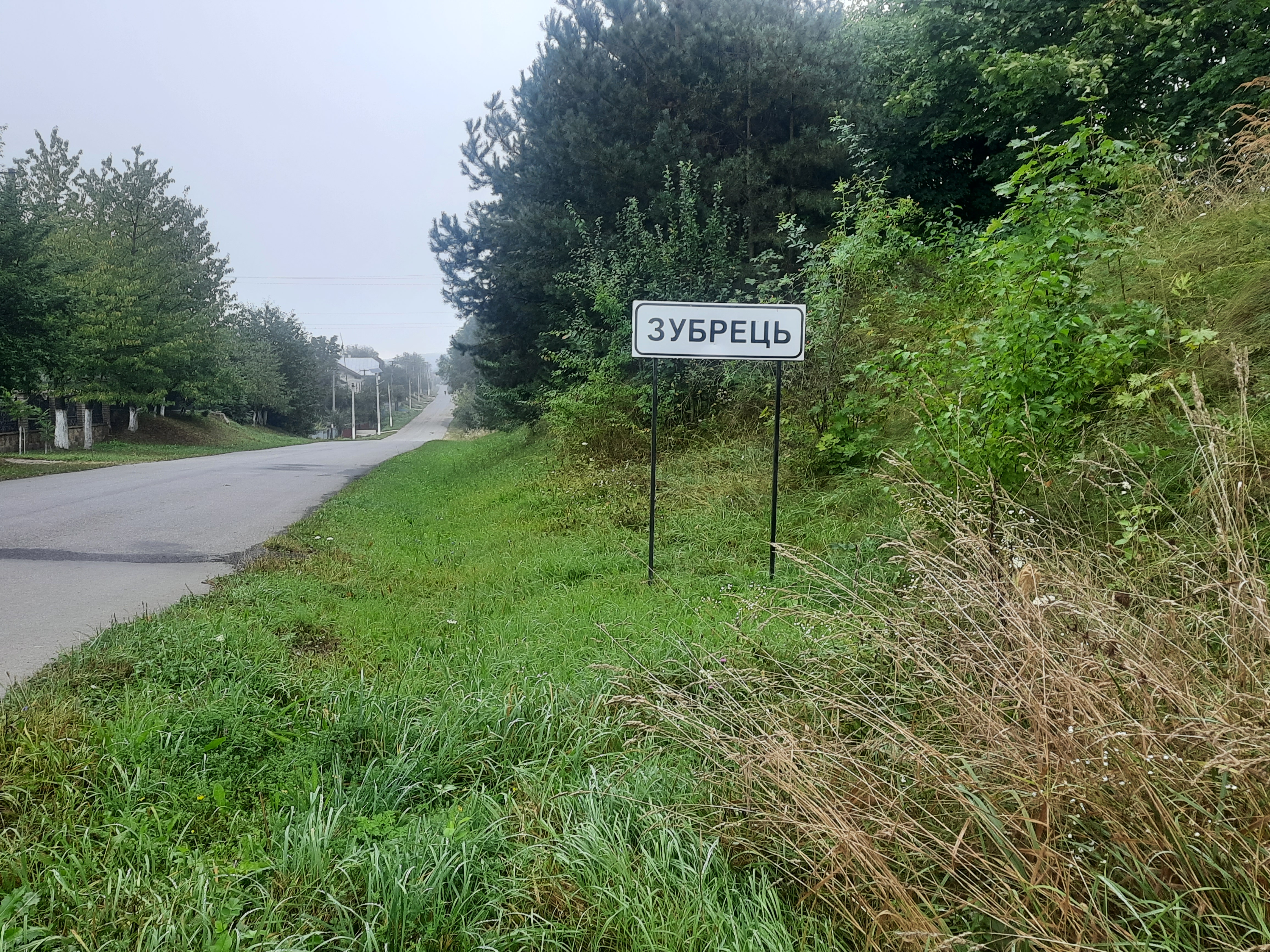
Дорожній знак при в'їзді в село

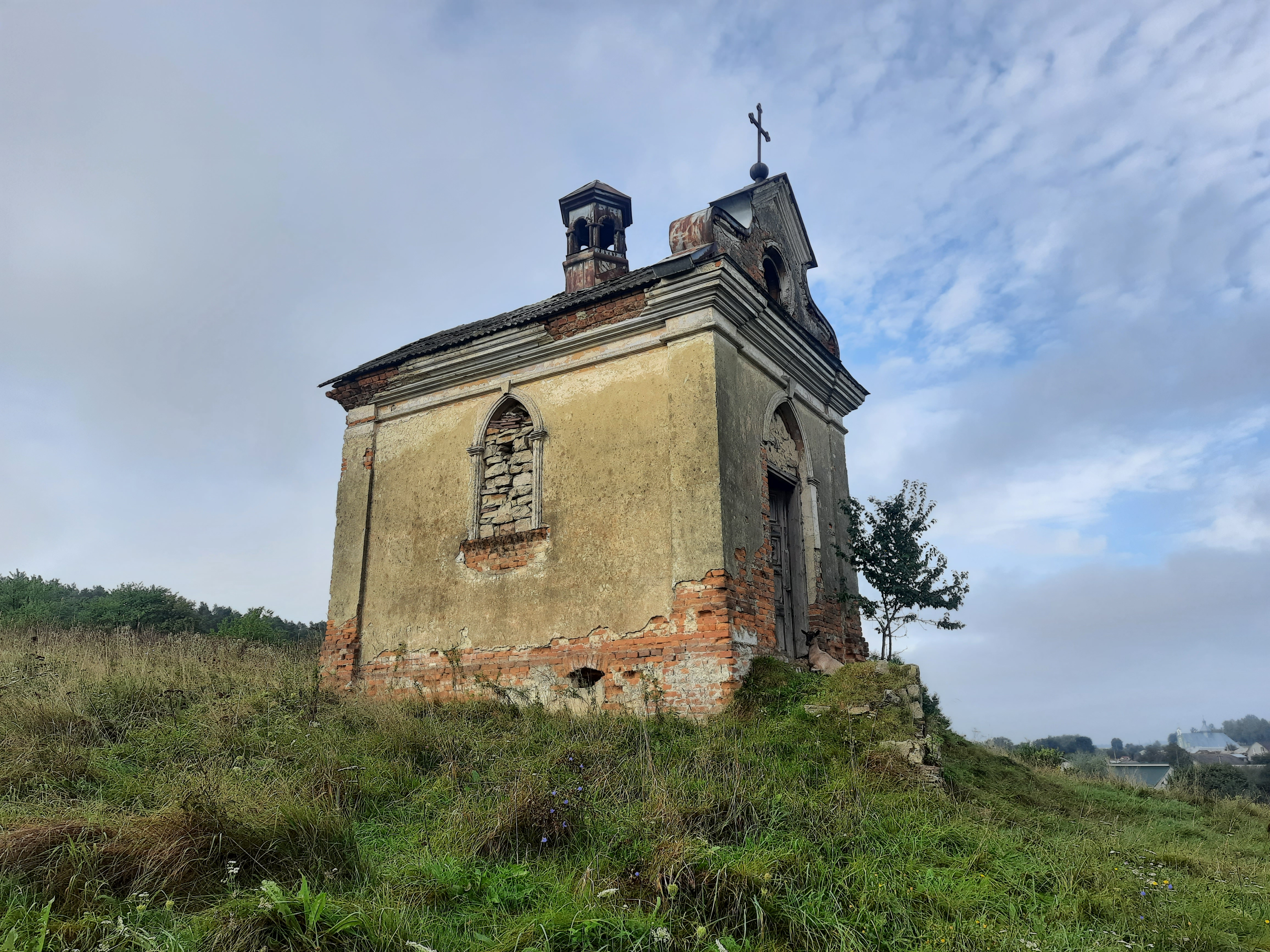
Католицька каплиця

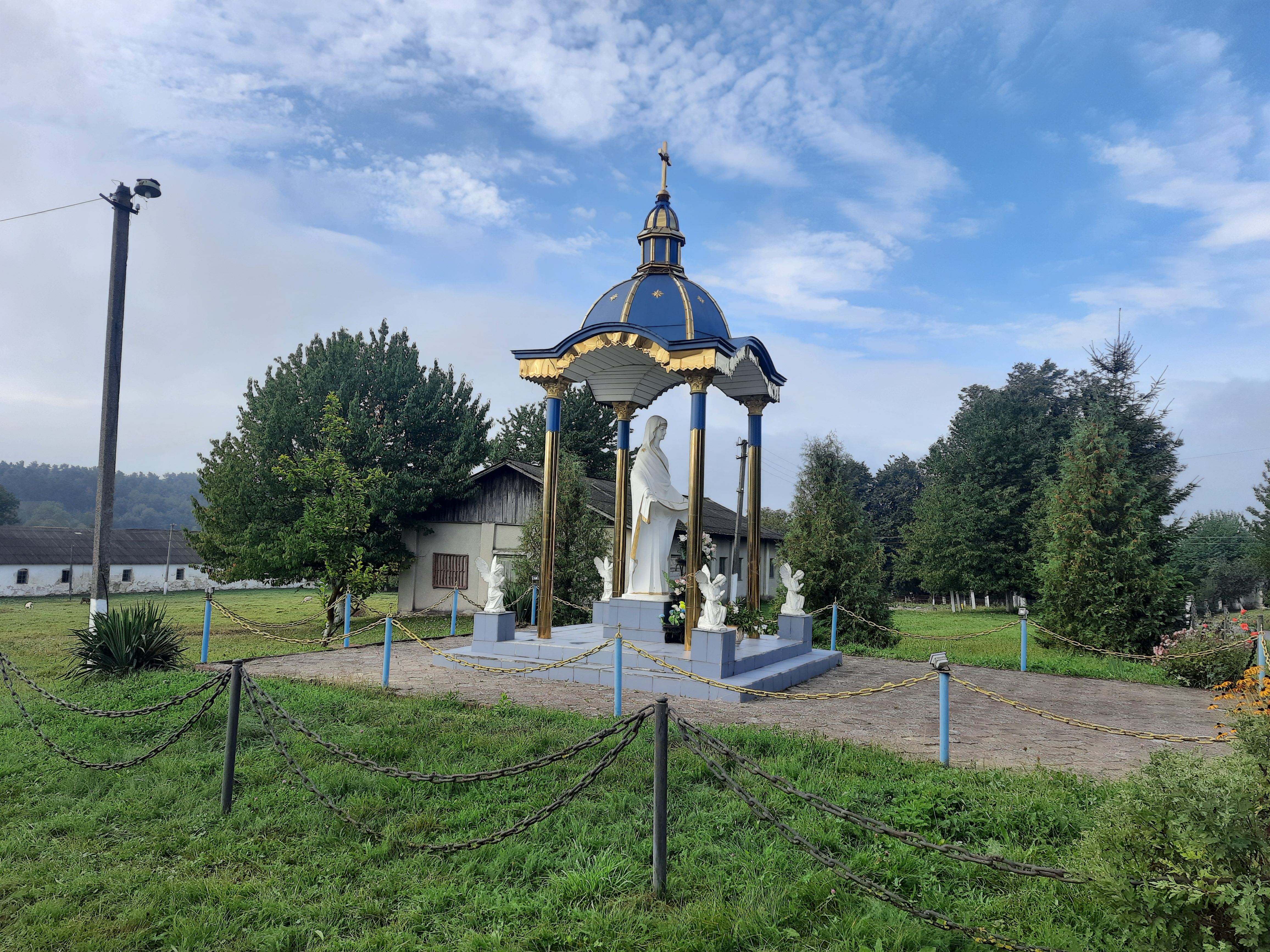
Статуя Божої Матері

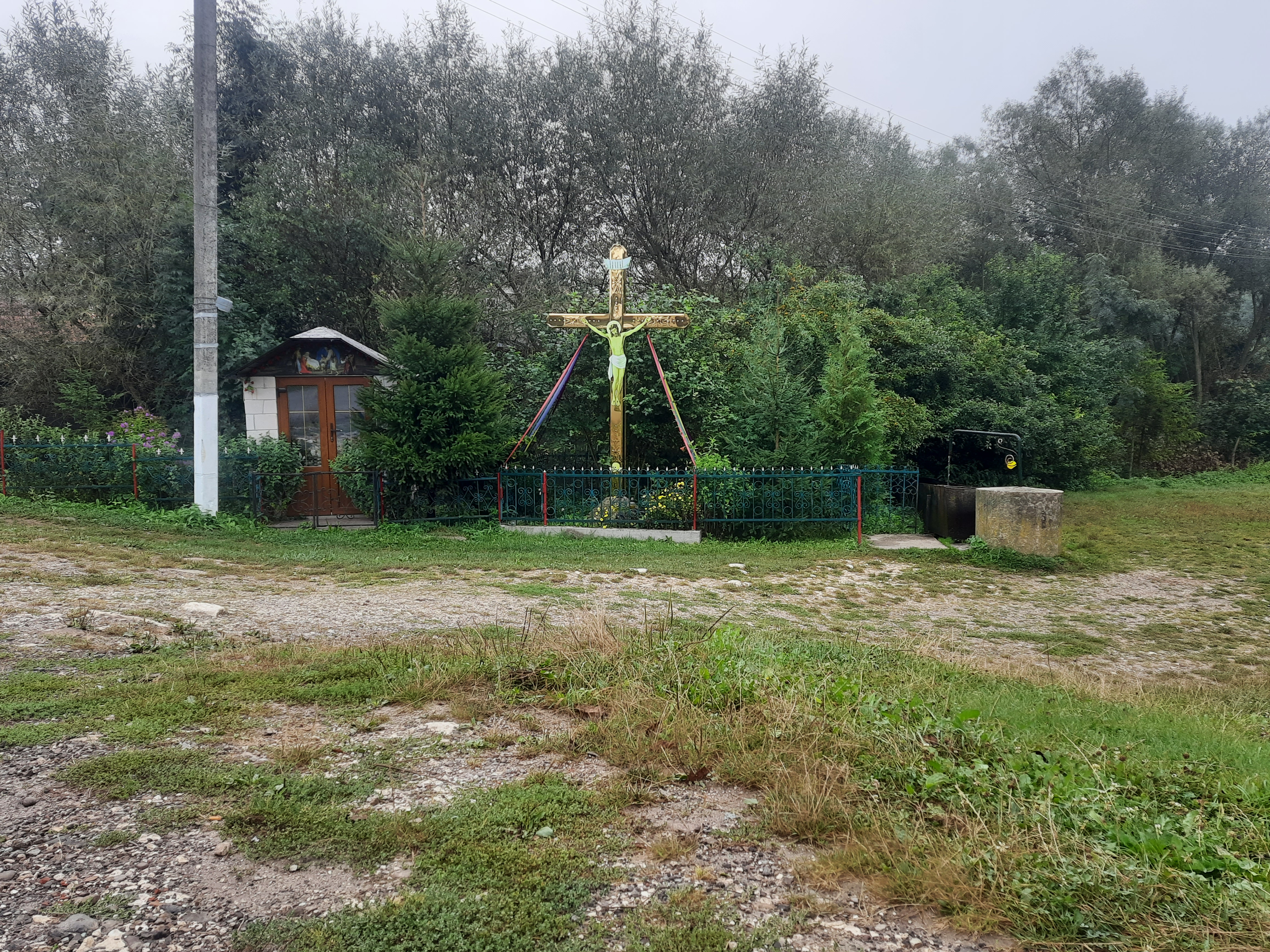
Джерело

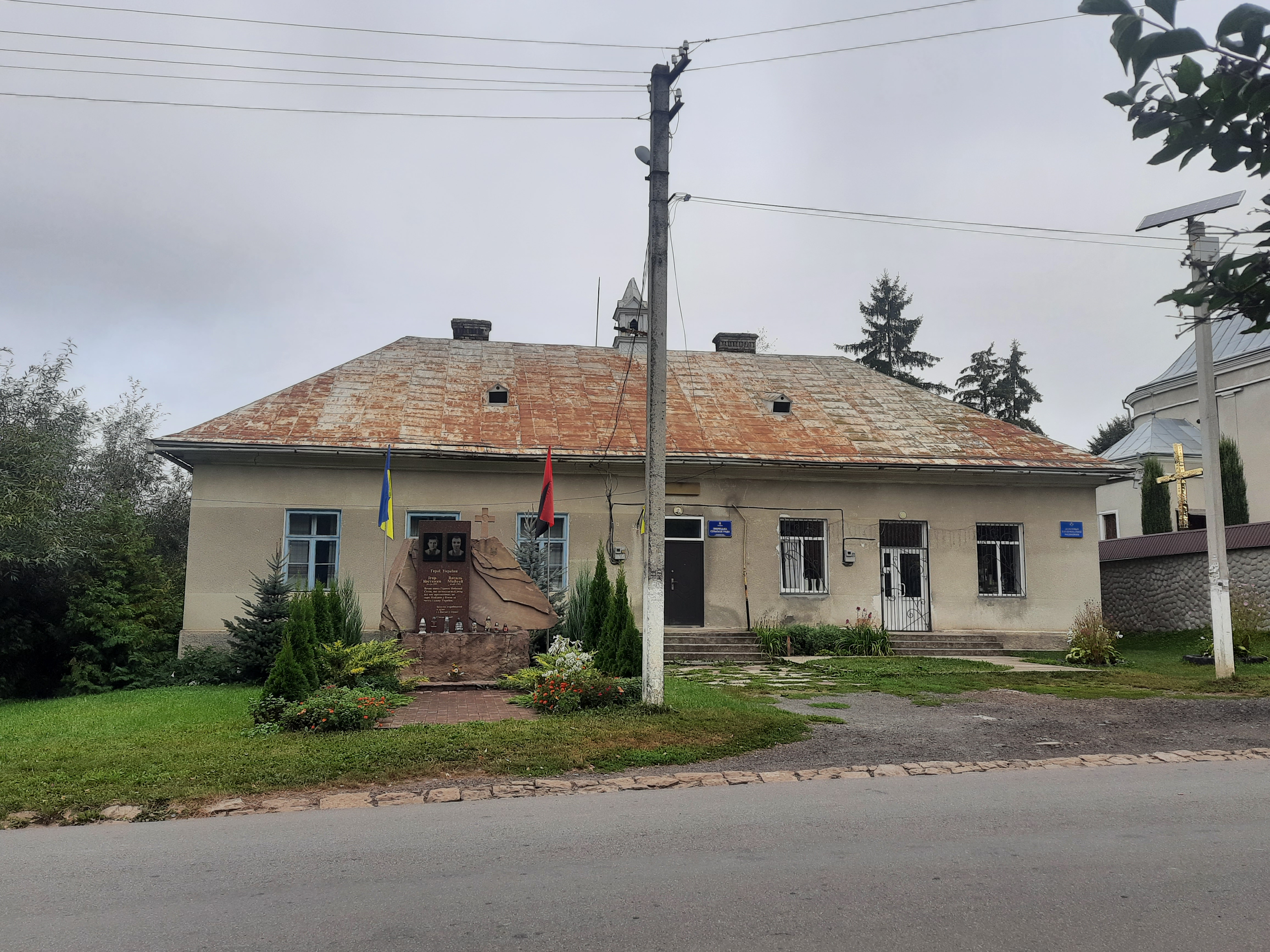
Старостат

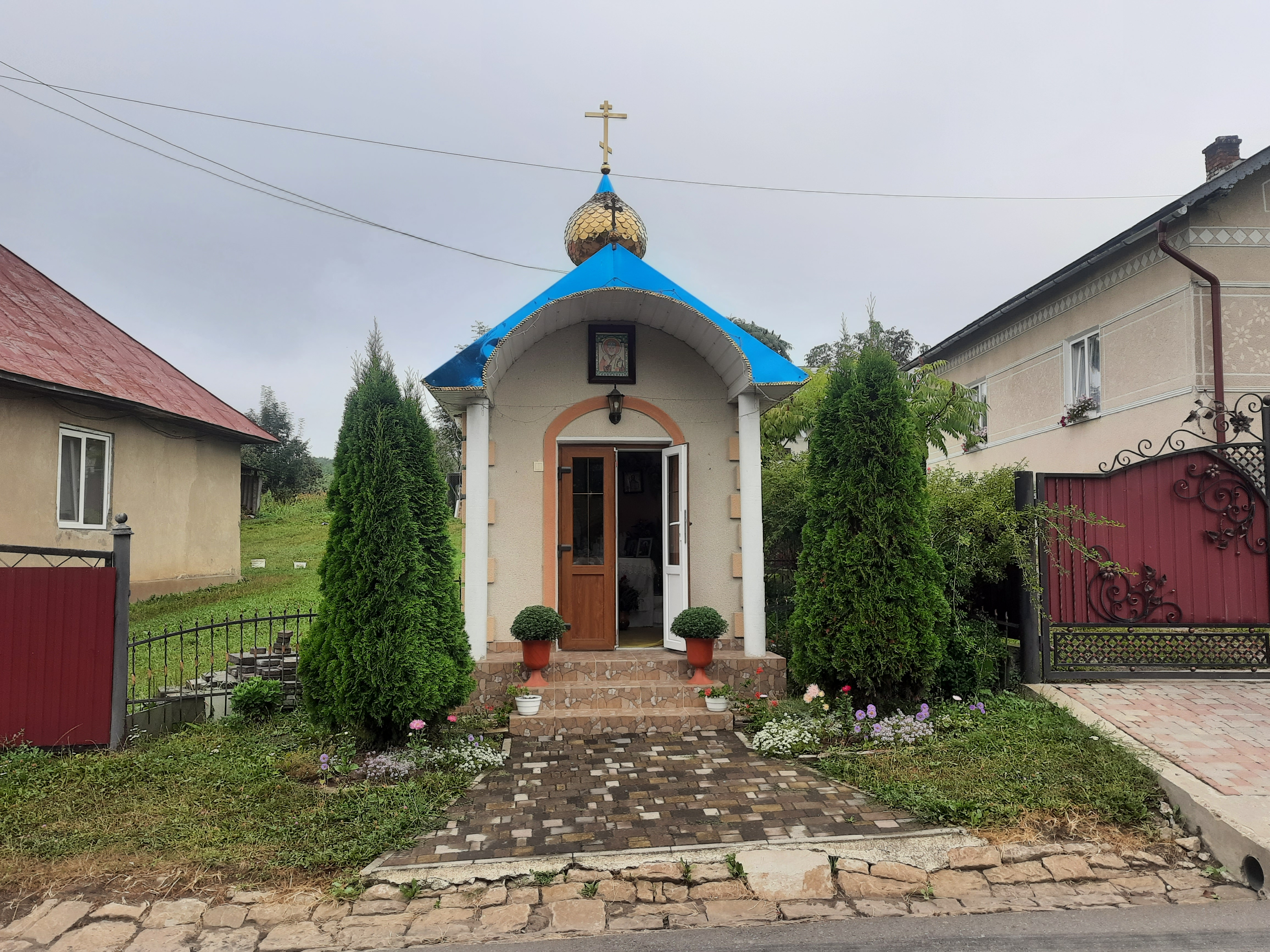
Капличка

Зубре́ць — село в Україні, у Бучацькій міській громаді Чортківського району Тернопільської області. Адміністративний центр колишньої сільради. До Зубреця приєднано хутори Баришка та Поле. Населення 1567 осіб (2001 р.).

## Розташування

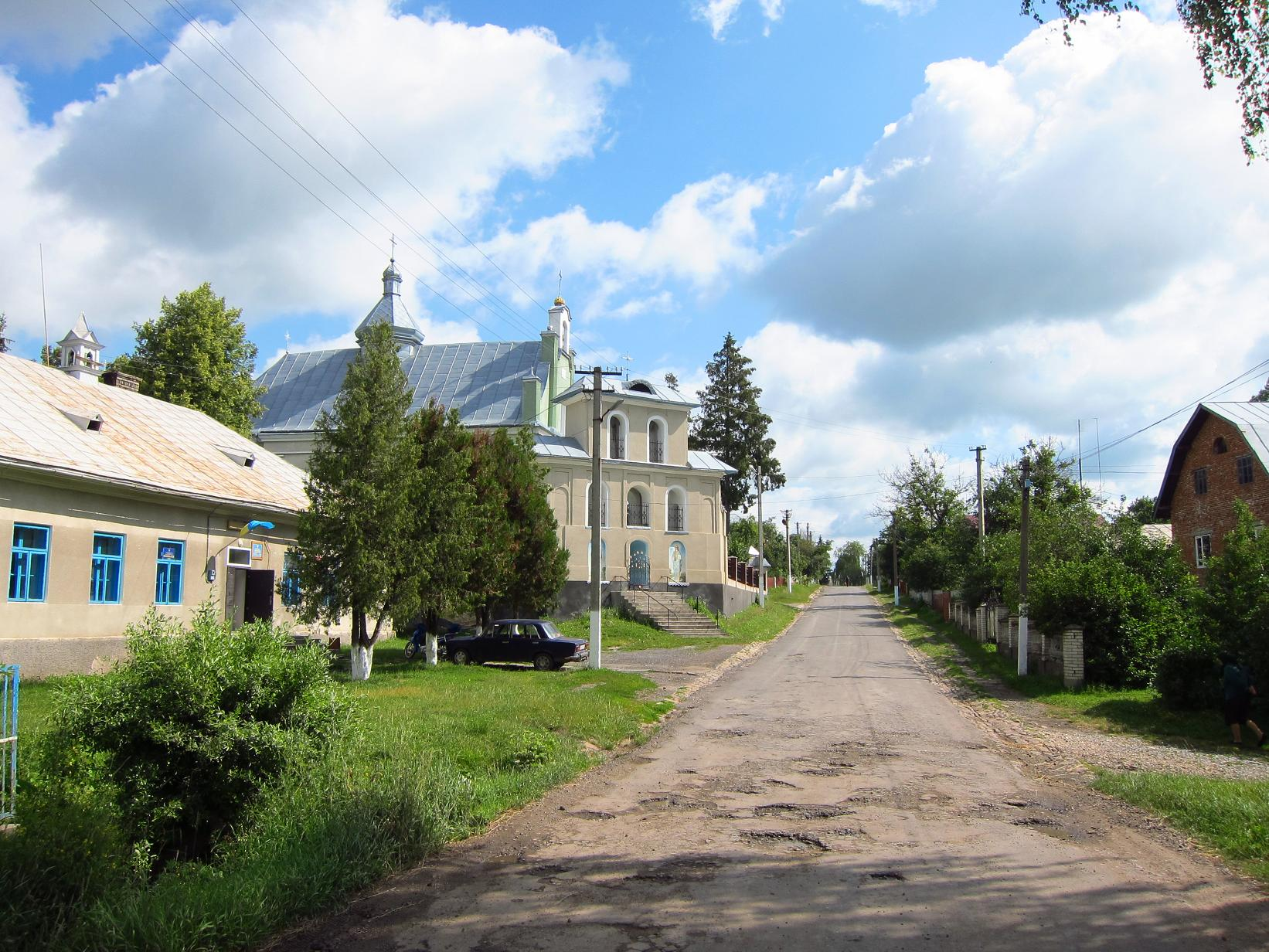
Село Зубрець. (2012 р.)

Село Зубрець знаходиться у межиріччі річок Зубринка та Баришка, за 12 км від центру громади і найближчої залізничної станції Бучач. Нижче за течією річки Баришка на відстані 1,5 км розташоване село Порохова. По селу протікає струмок, що пересихає з загатою.

## Історія
Біля Зубреця виявлено курганні поховання ранньоскіфських часів (7-6 століття до н. е.) з бронзовими стрілами. Ця цінна знахідка свідчить, що тут кочували скіфські племена.
Перша писемна згадка — 1773.
Діяли українські товариства «Просвіта», «Сокіл», «Луг», «Рідна школа».
Наприкінці 1937 відбулося урочисте відкриття Людового дому польської організації «Товариство школи людової». Земельну ділянку для будівництва надав граф Станіслав Генрик Бадені, власник маєтку в Коропці.
12 червня 2020 року, відповідно до розпорядження Кабінету Міністрів України № 724-р «Про визначення адміністративних центрів та затвердження територій територіальних громад Тернопільської області» увійшло до складу Бучацької міської громади.
19 липня 2020 року, в результаті адміністративно-територіальної реформи та ліквідації Бучацького району, увійшло до складу новоутвореного Чортківського району.
З 11 грудня 2020 р. належить до Бучацької міської громади.

## Політика

### Парламентські вибори, 2019
На позачергових парламентських виборах 2019 року у селі функціонувала окрема виборча дільниця № 610158, розташована у приміщенні клубу.
Результати
- зареєстрований 1051 виборець, явка 57,56%, найбільше голосів віддано за «Слугу народу» — 37,46%, за Всеукраїнське об'єднання «Батьківщина» — 20,57%, за Радикальну партію Олега Ляшка — 12,04%.[5] В одномандатному окрузі найбільше голосів отримав Микола Люшняк (самовисування) — 35,59%, за Володимира Бліхаря (Всеукраїнське об'єднання «Батьківщина») — 19,32%, за Ігоря Сопеля (Слуга народу) — 18,31%[6].

## Транспорт
Через село проходить траса Бучач — Івано-Франківськ. Є пряме автобусне сполучення з обласним центром Космирин-Тернопіль, Порохова-Тернопіль.

## Соціальна сфера
Діють ЗОШ І-ІІІ ступенів, клуб, бібліотека, Амбулаторія, відділення зв'язку, ПАП «Зубрець».

## Релігія
- церква Чуда Архистратига Михаїла (1829, мурована; низку ікон намалював у 1920-х роках Петро Холодний).

## Пам'ятники
- Споруджено пам'ятник воїнам-односельцям[d], полеглим у німецько-радянській війні (1980);
- Насипана символічна могила УСС (відновлена в 1992), встановлено пам'ятний хрест на могилі вояка УПА М. Атаманюка;
- За ініціативи Степана та Михайла Кушнірчуків встановлено пам'ятний знак героям Небесної Сотні Ігореві Костенку та Василеві Мойсею, які загинули в Києві 20 лютого 2014 року під час Революції Гідності, пам'ятний знак освячено та відкрито 24 серпня 2016 року.[джерело?]

## Відомі люди
- Отець Вячеслав Збудовський (1864 — ?) — парох села (УГКЦ), громадський діяч, капелан УГА; батько інженера Богдана Збудовського — старшини Корпусу Січових Стрільців.[7]

### Народилися

#### Герої Небесної Сотні
- Ігор Костенко — Герой України, український вікіпедист, журналіст інтернет-видання «Спортаналітика»;
- Василь Мойсей — Герой України, член ВО «Свобода».

#### Інші особи
- Михайло Гаврилюк — терапевт, кандидат медичних наук, викладач Тернопільської медакадемії;
- Михайло Кушнірчук — викладач, завідувач кафедрою історії і правознавства Бучацького агроколеджу;
- Орест Михайлецький — кардіолог, живе і працює у Львові;
- Степан Пастух — художник;
- Григорій Пізяр — кандидат медичних наук, завідувач інфекційного відділення Тернопільської міської лікарні № 2, викладач Тернопільської медичної академії;
- Громадські діячі М. Пилипів та С. Саварини;
- Архієпископ Рівненський і Острозький Іларіон (у світі — Дмитро Іванович Процик);
- Громадський діяч діаспори, кавалер Ордену Канади Петро Саварин;
- Надія Іванівна Хмарна — журналіст, живе і працює в Києві;
- Директор школи Андрій Михайлович Шкварок;
- Вчителі Степанія Василівна Музика (Костенко), Катерина Михайлівна Боднар (Блаватна), Марія Степанівна Кушнірчук (Грабовська), Ганна Володимирівна Пастух, Степанія Петрівна Андрунишин (Костенко), Петро Михайлович Гаврилюк, Михайло Васильович Костенко.
- Марчишак Арсен Романович —  український громадсько-політичний діяч, педагог, науковець, управлінець. Кандидат філософських наук (2007), доцент. Голова Чортківської РДА (з 21 травня 2020 до 12 лютого 2021).
- Гук Володимир Прокопович — український священник, громадський діяч. Член Українського національно-демократичного об'єднання.

### Проживають, працюють
Педагогічні родини:
- Костенків — батько Михайло і син Ігор;
- Боднарів — бабуся Катерина, батько Володимир і мати Олександра, дочка Юлія та дочка Галина, яка працює в сільській амбулаторії акушером-гінекологом;
- Гаврилюків — мати Степанія, син Степан та невістка Людмила;
- Світлик — батько Степан, мати Світлана та син Орест.

### Помер
- О. Іван Терешкун — катехит Бучацької державної гімназії,[8] був повішений на церковній брамі в селі[9].

## Галерея

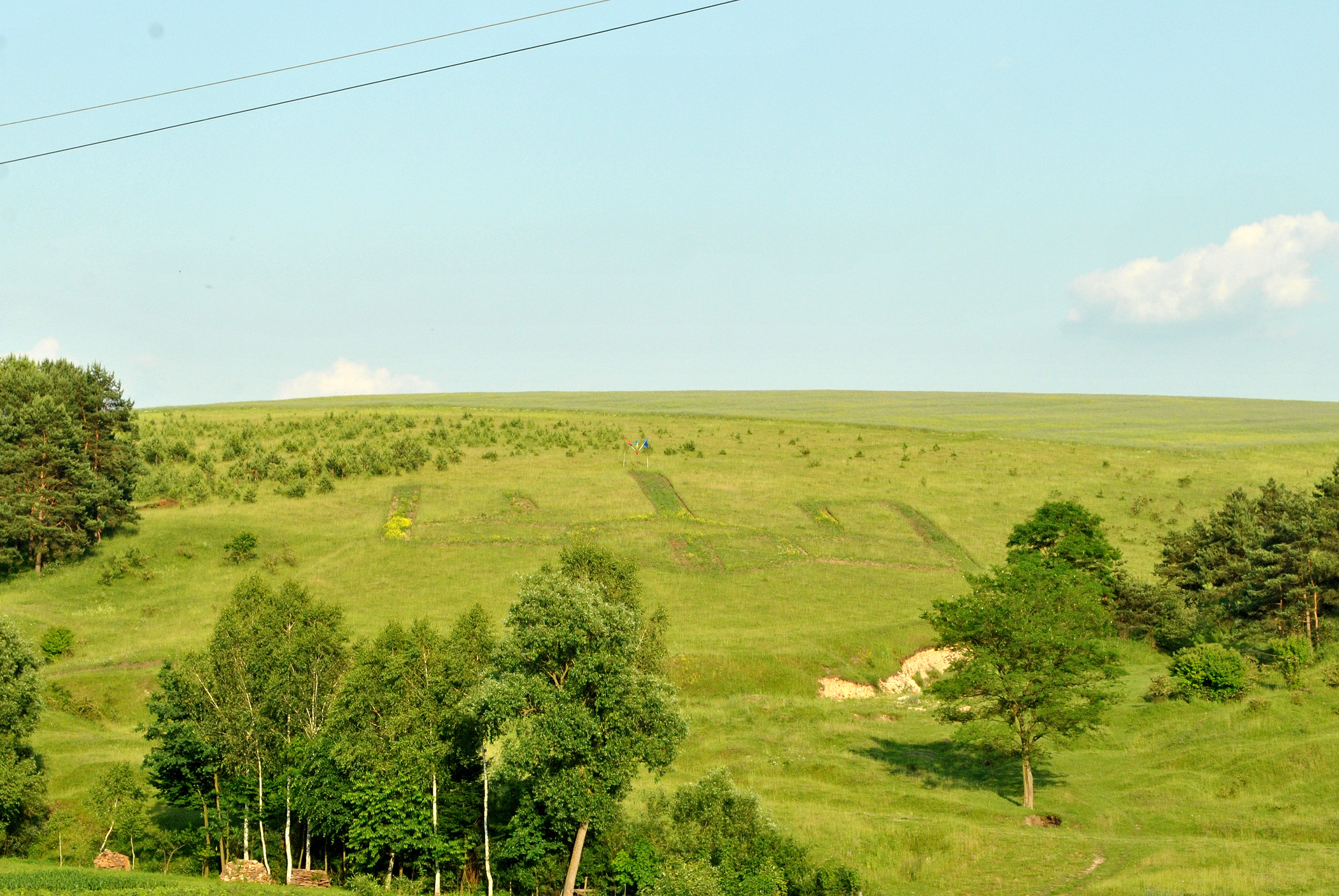
Тризуб, висаджений із дерев на схилі горба в пам'ять про Героїв Небесної сотні
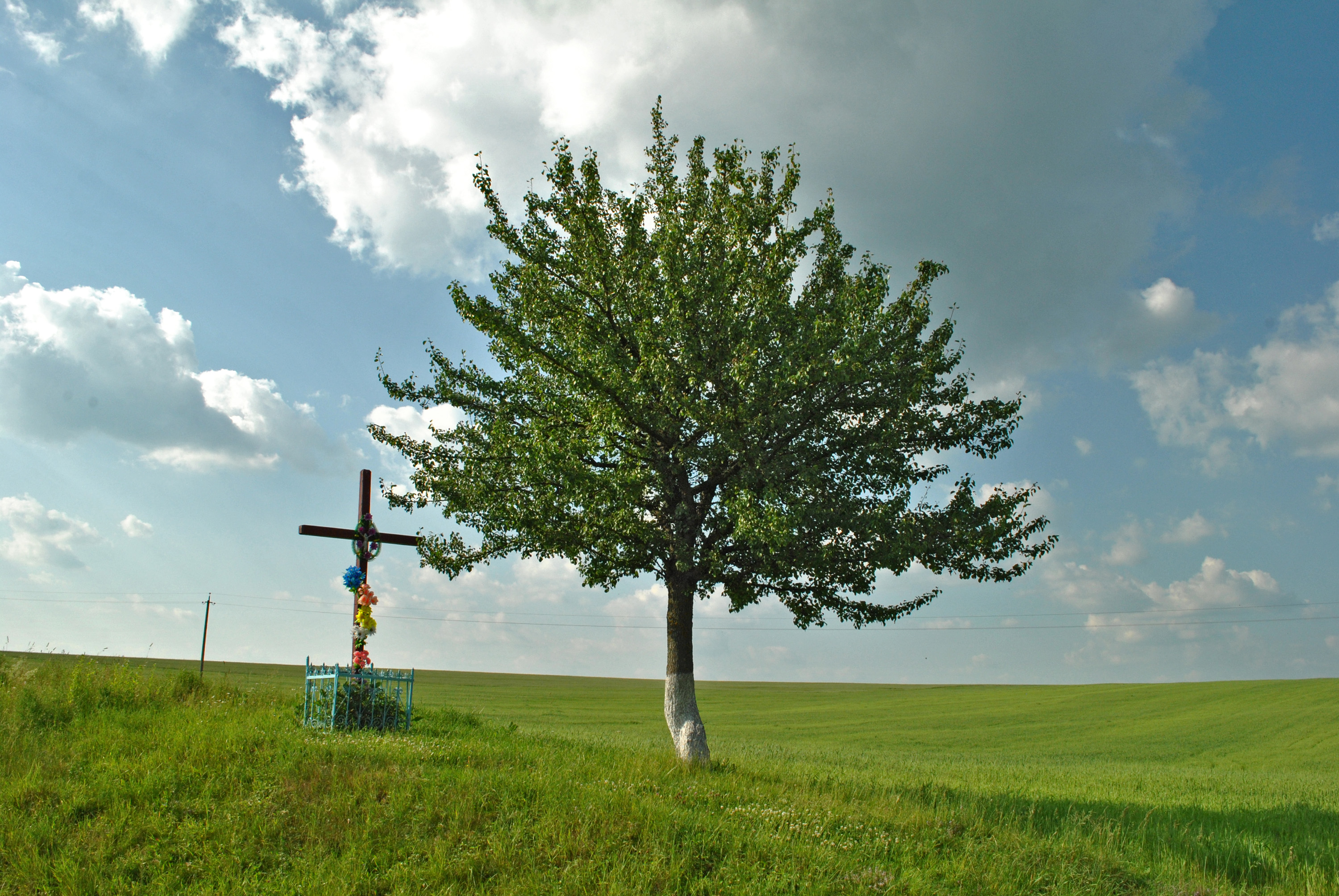
На околиці села
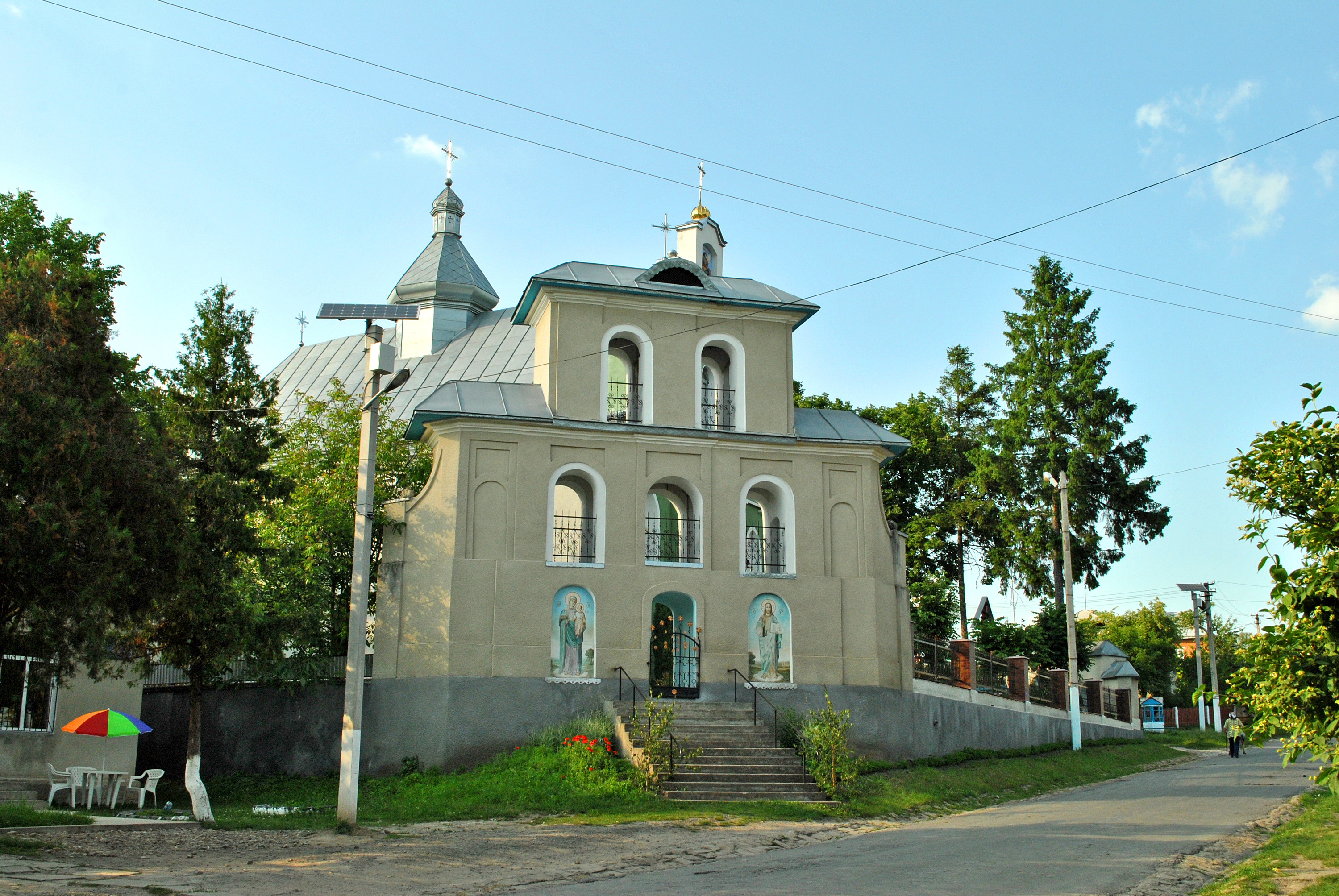
Церква святого Архістратига Михаїла